# Tropidocephala butleri
Tropidocephala butleri är en insektsart som beskrevs av Frederick Arthur Godfrey Muir 1921. Tropidocephala butleri ingår i släktet Tropidocephala och familjen sporrstritar. Inga underarter finns listade i Catalogue of Life.